# كعكة التين

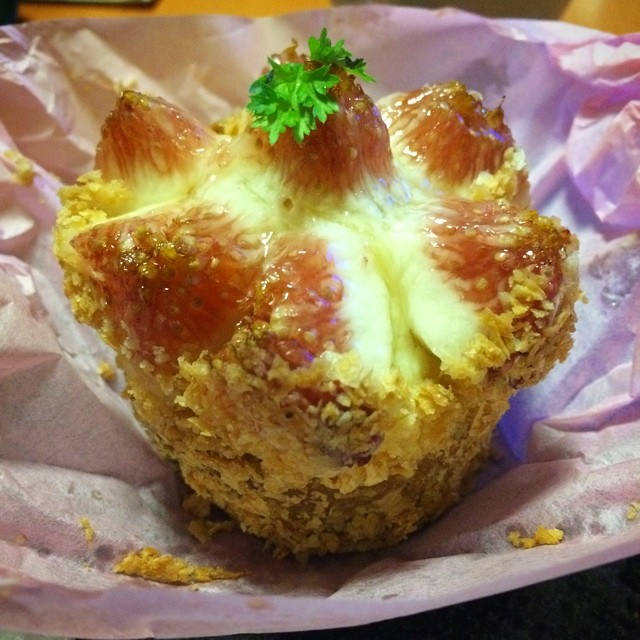
كعكة مكوبة من التين

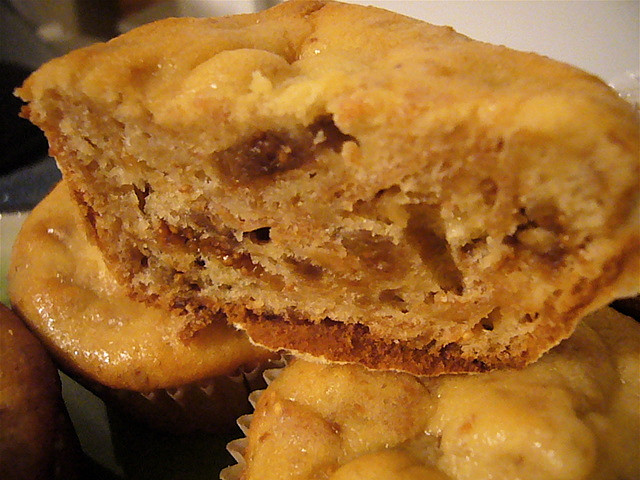

كعكة التين هي كعكة محضرة من التين. توجد بعض الاختلافات في التحضير، تُحضر في جنوب الولايات المتحدة والمطبخ اليوناني ومنطقة جبال الأبلاش بأمريكا الشمالية. إنه أيضًا جزء من مطبخ أُكرَكُك بولاية كَرولينة الشمالية. 
التين هو المكون الرئيس في كعكة التين إلى جانب مكونات الكعكة المعتادة. لهذه الكعكة مكونات مميزة أُخَر مثل البقان والجوز والفستق واللوز والقرفة وجوزة الطيب والبهارات والقرنفل. قد تكون كعكة التين كعكة رطبة ، ويمكن أن تعلوها صلصة التين أو العسل أو القشدة المخفوقة. تغطى بعض أنواعها بطبقة زجاجية من المخيض فوق بعض كعكات التين، ويوضع التين لتزيين بعضها الآخر. قد تحضر كعكة التين على شكل كعكة بودنِغ وكعكة بَندت وكعكة طبقة أو تُرتَة.